# 列克索澤羅湖
列克索澤羅湖是俄羅斯的大型淡水湖泊，位於卡累利阿共和國，面積166平方公里，平均深度8.6米，在每年11月至5月結冰，湖中有很多島嶼，屬於武奧克薩河流域。